# Полісомнографія
Полісомнографія — дослідження, що використовують для діагностики порушень сну людини. Даний метод дозволяє визначити наявність чи відсутність порушень дихання уві сні (апное чи гіпопное), періодичні рухи кінцівок уві сні та встановити чи виключити інші причини вашого безсоння.